# Brest-300
Pour les articles homonymes, voir Brest (homonymie).
Brest-OD-300 est un projet de réacteur nucléaire rapide à caloporteur plomb localisé à Seversk, une ville de l'oblast de Tomsk à l'ouest de la Sibérie. La mise en service de ce prototype, initialement envisagée en 2020, a été retardée. Ce réacteur fait partie du projet « PRORYV » qui a pour objectif le développement d'une génération future de réacteurs à neutrons rapides et des cycles du combustible fermés associés. Brest-OD-300 n'est qu'un démonstrateur qui n'a pas vocation à être connecté au réseau national russe ; s'il fonctionne de manière sûre, son clone géant serait le BR-1200 (quatre fois plus puissant, qui pourrait par exemple alimenter de grandes villes).
Le feu vert pour la construction à Seversk (près de Tomsk) a été obtenu en août 2016,. Les travaux préparatoires à la construction ont commencé en mai 2020, et la construction proprement dite le 8 juin 2021,,. 
Par rapport aux réacteurs à neutrons rapides refroidis au sodium, l'utilisation du plomb comme caloporteur permet d'éliminer le risque lié aux réactions chimiques potentielles avec l'air ambiant, ainsi que d'éviter une éventuelle réaction très explosive en cas de contact avec l'eau du circuit secondaire de conversion d'énergie, notamment au niveau des générateurs de vapeur. En effet, le sodium liquide réagit violemment avec l'eau (fort dégagement d'énergie thermique et risque d'explosion) ; et il s'enflamme au contact de l'air, sans pouvoir alors être éteint avec de l'eau.
Une caractéristique favorable du plomb vis-à-vis de la sûreté du réacteur est sa basse température de fonte (327,5 °C ou 621,5° Fahrenheit, s'il est pur et à une pression atmosphérique normale, et sa température d'ébullition élevée (1 749 °C). L'ébullition accidentelle du caloporteur dans le cœur d'un réacteur à neutrons rapides cause généralement une forte augmentation de la puissance nucléaire. Par contre, le plomb se sublime vers 900 °C, et sous forme liquide, il corrode tous les métaux classiquement utilisés dans les réacteurs nucléaires, en particulier l'acier de la cuve du réacteur, la gaine des crayons de combustible nucléaire, et les métaux d'équipements vulnérables tels que les générateurs de vapeur et les pompes de circulation. De plus, il devient fortement radioactif du fait des rayonnements et des neutrons émis par le cœur (création de polonium). Enfin, le plomb, même s'il n'était pas radioactif, présente une très forte toxicité pour l'homme et l'environnement, notamment sous forme de vapeur et d'oxydes, et il est facilement bio-accumulé dans la chaîne alimentaire.
Le réacteur est développé par l'institut Dollejal de Moscou[réf. souhaitée].
Pour alimenter un tel réacteur avec un combustible nucléaire spécifique, l'entreprise publique russe Rosatom a commencé la construction d'une usine de retraitement du combustible usé au Combinat chimique de Sibérie sur place (à Tomsk)[réf. souhaitée].
En avril 2016, la société SverdNIIkhimmach, spécialisée dans le traitement des déchets radioactifs liquides, basée à Ekaterinbourg (Oural), testerait la production de combustible nucléaire à base de nitrures mixtes d'uranium et de plutonium (UPuN), dans le cadre du remplacement de la centrale nucléaire Koursk I par la centrale Kursk 2[réf. nécessaire].